# Song Yingxing
Song Yingxing (en xinès tradicional: 宋應星; xinès simplificat: 宋应星; en pinyin: Sòng Yīngxīng; Wade-Giles: Sung Ying-Hsing; 1587-1666 dC), nascut a Yichun de Jiangxi, fou un científic i enciclopedista xinès que va viure durant l'època tardana de la dinastia Ming (1368–1644). Fou l'autor d'una enciclopèdia que va cobrir una gran varietat de temes tècnics, incloent-hi l'ús d'armes de pólvora. Comparant-lo amb el famós enciclopedista francès Denis Diderot, el sinòleg i historiador britànic Joseph Needham va anomenar Song Yingxing "El Diderot de la Xina."

## Biografia
Song Yingxing va aconseguir poca influència i fortuna durant la seva vida. Nascut el 1587 a una família gentry de circumstàncies reduïdes, va participar en els exàmens imperials, i va passar la prova provincial el 1615 als 28 anys. Tanmateix, va suspendre diverses vegades l'examen metropolità. Song intentà la prova cinc vegades, l'última sent el 1631 als 44 anys. Després de l'últim intent fallit, va ostentar càrrecs menors al govern provincial. Totes les obres per les quals es coneix Song daten entre 1636 i 1637. Probablement, els diversos viatges a la capital per fer els exàmens metropolitans li donaren una base àmplia de coneixement que es mostra en les seves obres. Song es va retirar de la vida pública el 1644, després de la caiguda de la dinastia Ming.

## Obres escrites

### Enciclopèdies
Tot i que l'enciclopèdia de Song Yingxing era una publicació considerable per la seva edat, hi havia tradició dins la literatura xinesa de crear extenses obres enciclopèdiques. Per exemple, els Quatre Grans Llibres de Song van compilar durant els segles x i xi (tots quatre combinats eren més extensos que la seva obra). Tan sols unes quantes dècades abans del treball de YingXing, també hi havia l'enciclopèdia de la dinastia Ming Sancai Tuhui, escrita el 1607 i publicada el 1609. L'obra famosa de Song Yingxing fou el Tiangong Kaiwu (天工開物), o L'Explotació de les Obres de Naturalesa, es va publicar el maig de 1637 finançada pel mecenes de Song, Tu Shaokui. El Tiangong Kaiwu és una enciclopèdia que cobreix una gamma àmplia d'assumptes tècnics, incloent-hi l'ús de diverses armes de pólvora. Les còpies del llibre eren molt escasses a la Xina durant la dinastia Qing (1644–1911) (a causa de l'establiment de monopolis del govern sobre certes indústries descrites en el llibre), però les còpies originals del llibre van ser conservades dins del Japó.
Com indica l'historiador Joseph Needham, la gran quantitat d'il·lustracions acurades en aquesta enciclopèdia superava de llarg la quantitat proporcionada en enciclopèdies xineses anteriors, fent-la una obra escrita valuosa en la història de literatura xinesa. Alhora, el Tiangong Kaiwu va trencar amb la tradició xinesa, sense gairebé referenciar obres escrites anteriorment. Està escrita en un estil que suggereix que hi ha hagut experiència de primera mà. En el prefaci de l'enciclopèdia, Song atribuïa aquesta desviació de la tradició a la seva pobresa i al seu nivell social baix.

### Cosmologia
Song Yingxing també va publicar dos tractats científics que perfilen les seves consideracions sobre cosmologia. Dins d'aquests, parla els conceptes de qi i xing (形). Filòsofs xinesos han descrit el Qi de moltes maneres diferents. Per Song, és un tipus de vapor que ho impregna tot que forma tots els objectes sòlids (xing). Aquests objectes sòlids acaben retornant a l'estat de qi, el qual retorna finalment al gran buit. Alguns objectes, com el sol i la lluna, queden en forma qi indefinidament, mentre que els objectes com pedres són xing eternament. Alguns objectes, com l'aigua i el foc, es troben entre les dues formes.